# Bo Emanuelsson
Bo „Emma“ Emanuelsson (* 10. Dezember 1943) ist ein ehemaliger schwedischer Autorennfahrer.

## Karriere
Bo Emanuelsson war ab den frühen 1970er-Jahren drei Jahrzehnte als Touren- und Sportwagen-Rennfahrer aktiv. Erste Erfolge gelangen ihm in der schwedischen Tourenwagen-Meisterschaft, wo er 1972 die Gesamtwertung der 1,6-Liter-Klasse gewann und 1973 Gesamtzweiter der Gruppen 2 und 4 wurde. In den folgenden Jahren kamen weitere Erfolge hinzu: die Gesamtsiege im Camaro Cup Schweden 1975 und 1977 sowie ein weiterer Gesamterfolg in der schwedischen Tourenwagen-Meisterschaft 1977.
International engagierte er sich in der Deutschen Rennsport-Meisterschaft und 1978 für BMW Schweden in der Sportwagen-Weltmeisterschaft. Bestes Ergebnis war der vierte Rang mit dem Rallyepiloten Ingvar Carlsson als Partner im BMW 320i beim 6-Stunden-Rennen von Dijon.

## Statistik

### Einzelergebnisse in der Sportwagen-Weltmeisterschaft
| Saison | Team       | Rennwagen | 1   | 2   | 3   | 4   | 5   | 6   | 7   | 8   | 9   | 10  | 11  | 12  | 13  |
| ------ | ---------- | --------- | --- | --- | --- | --- | --- | --- | --- | --- | --- | --- | --- | --- | --- |
| 1978   | BMW Sweden | BMW 320i  | DAY | SEB | MUG | TAL | DIJ | SIL | NÜR | LEM | MIS | DAY | WAT | VAL | ROD |
| 1978   | BMW Sweden | BMW 320i  |     |     | 6   |     | 4   | DNF | DNF |     | DNF |     |     | 12  |     |